# 異鱗海蛇
異鱗海蛇屬（學名：Thalassophis）是蛇亞目海蛇科下的一種有毒單型蛇屬，屬下只有異鱗海蛇（Thalassophis anomalus）一種海蛇，主要分布於南中國海、印度洋及印尼群島等海域。

## 地理分布
異鱗海蛇分布於南中國海（包括馬來西亞、泰國灣、越南）、印度洋海域及印尼海域（蘇門答臘島、爪哇等）。其標準產地為爪哇海岸的「Rhede von Samarang」。

## 外部連結
- （英文）TIGR爬蟲類資料庫：異鱗海蛇